# Монреальський кінофестиваль
Всесвітній кінофестиваль у Монреалі (фр. Le Festival des films du monde; FFM) — один із найстаріших у Канаді та єдиний змагальний кінофестиваль, акредитований FIAPF, що проходить у Північній Америці (у свою чергу, Міжнародний кінофестиваль у Торонто — єдиний акредитований незмагальний кінофестиваль). Проходить щороку наприкінці серпня — початку вересня в місті Монреаль (провінція Квебек). На відміну від кінофестивалю в Торонто, який більше орієнтується на канадські й північноамериканські фільми, Монреальський кінофестиваль детальніше висвітлює фільми з усього світу.
Монреальський кінофестиваль призначений для заохочення культурної різноманітності та взаєморозуміння між країнами, сприяння якісному кінематографу з метою розвитку кіномистецтва на усіх континентах, просування нових талантів та інноваційних робіт, проведення зустрічей професіоналів з усього світу.

## Історія
Вперше кінофестиваль відбувся 1977 року як показ робіт канадських кіномитців вузькому кругу кінокритиків та людям, що займається кінопрокатом. У 1978-му на фестивалі, який отримав статус міжнародного, було проведено перший офіційний конкурс та засновано головний приз, який дістав назву Гран-прі «Великий приз Америк», першим володарем якого став італійський кінорежисер Сальваторе Ночіта за стрічку «Лігабуе».
З 1981 року на фестивалі вручається Приз глядацьких симпатій, а з 1984-го — приз найкращому фільму канадського режисера, який не бере участі в основній програмі Монреальського кінофестивалю. Причому, в голосуванні з вибору найкращого місцевого фільму беруть участь лише міжнародні журналісти, що приїжджають освітлювати цю кіноподію. З 1986 року спеціальний окремий приз кіноглядачів вручають канадській стрічці, а з 1989 року режисери-дебютанти отримують грошові призи за перемогу у своїх категоріях.

## Фестиваль
Основними програмами фестивалю є:
- Міжнародне змагання (World Competition);
- Кінодебюти (First Films World Competition);
- Позаконкурсна програма;
- «Фокус» (Focus on World Cinema) — світове кіно (Америки, Європа, Африка, Азія, Океанія);
- Документальне кіно (Documentaries of the World).

### Журі
До початку кожного заходу, директори фестивалю призначають журі, які власноручно обирають фільми-переможці. Журі обирається з широкого кола міжнародних артистів, на підставі їх робіт та відгуків колег.

### Нагороди
Головні призи кінофестивалю:
- Гран-прі «Великий приз Америк»
- Спеціальний Гран-прі журі в основній конкурсній програмі
- «Золотий Зеніт» за найкращий кінодебют.

Крім того, глядачі фестивалю голосують за фільми, які їм найбільше сподобалися в різних категоріях:
- Нагорода глядачів
- Нагорода за найпопулярніший канадський фільм
- Премія Глаубера Роша за найкращий фільм з Латинської Америки
  - 2011: Палець / (El dedo)
- Премія за найкращий документальний фільм
- Премія за найкращий канадський короткометражний фільм.